# Publilius Syrus
Publilius Syrus var en syrisk poet och författare, aktiv i Rom under det första århundradet f.Kr., efter att ha förts dit som fånge.